# Centrum Operacji Powietrznych – Dowództwo Komponentu Powietrznego

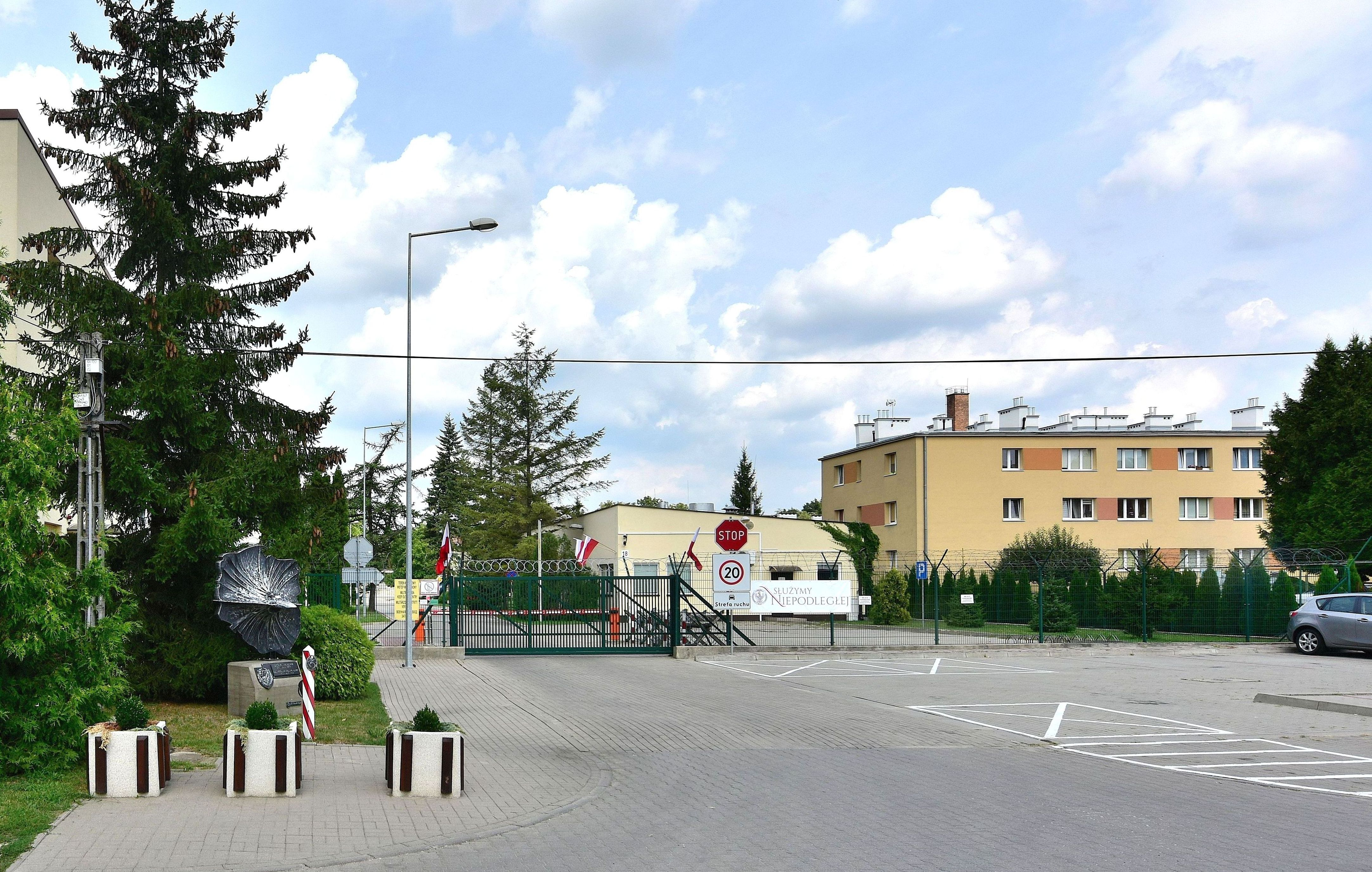
Siedziba COP-DKP przy ul. Kajakowej 8 w Warszawie

Centrum Operacji Powietrznych – Dowództwo Komponentu Powietrznego (COP-DKP) – jednostka dowodzenia taktycznego Sił Powietrznych.

## Powstanie COP

### Historia i powstanie CSD
Sformowanie Centralnego Stanowisko Dowodzenia było fragmentem szerszych działań mających na celu doskonalenie metod prowadzenia działań w przestrzeni powietrznej. Poszukiwanie te doprowadziły do wydzielenia nowego rodzaju sił zbrojnych, przeznaczonego do efektywnego wykorzystania różnych rodzajów wojsk podczas prowadzenia działań bojowych w trzecim wymiarze. Po wielu przekształceniach z Wojsk Obrony Przeciwlotniczej Obszaru Kraju wyłoniły się Wojska Obrony Powietrznej Kraju.
Poszukiwania zdążały również w kierunku utworzenia sprawnego ośrodka zdolnego do przyjmowania, opracowania i odwzorowania sytuacji dla potrzeb zespołów kierujących obroną powietrzną. W celu zorganizowania sprawnego systemu dowodzenia i kierowania obroną przeciwlotniczą, jesienią 1949 rozpoczęto formowanie Głównego Posterunku Obserwacyjno-Meldunkowego, który stał się zalążkiem przyszłego CSD. Decyzją Ministra Obrony Narodowej z dnia 27 lutego 1954, utworzono Centralne Stanowisko Dowodzenia.
CSD od początku istnienia zdecydowanie różniło się od innych oddziałów i związków taktycznych Wojska Polskiego, przede wszystkim pod względem funkcji spełniającej w systemie obrony powietrznej. Przez ponad półwiecze swej działalności spełniało nadrzędną rolę w stosunku do wszystkich stanowisk dowodzenia, oddziałów i związków taktycznych obrony przeciwlotniczej oraz innych rodzajów sił zbrojnych działających w systemie obrony powietrznej kraju. Przez cały okres swego funkcjonowania, jednostka ulegała wielu przeobrażeniom. Lata 70. i 80., to początek ciągłej modernizacji i doskonalenia struktur jednostki w kierunku pełnej automatyzacji procesu dowodzenia.
W 1995, w 41. rocznicę powstania jednostki, CSD otrzymało nowy sztandar – dar społeczności miasta Warszawy. Lata 90. XX w., to wielkie pasmo transformacji ustrojowej i restrukturyzacji Sił Zbrojnych RP. Nie uniknęło przemian również Centralne Stanowisko Dowodzenia, które przeszło w tym czasie wiele przeobrażeń strukturalnych i organizacyjnych. Ewolucyjnym zmianom uległy także sposoby zdobywania i przekazywania informacji o sytuacji powietrznej. Dokonujące się przeobrażenia przyspieszyło przyjęcie Polski w poczet pełnoprawnych członków NATO.
W ślad za tym zmieniły się także zadania CSD. Priorytet w działalności służbowej zyskały obszary m.in. dostosowania procedur działania do struktur NATO, modernizacja i przezbrojenie sprzętu przeciwlotniczego, ale również środków dowodzenia, łączności i logistyki. Zaistniała sytuacja wymagała pilnego dokonania zmian organizacyjnych Centralnego Stanowiska Dowodzenia. Dotychczas istniejący, kilkustopniowy proces przesyłania informacji nie gwarantował właściwego reagowania na szczeblu decyzyjnym.
12 marca 1999, w obiekcie CSD przeprowadzono uroczystość zaprzysiężenia zmiany dyżurnej do dyżuru bojowego, po raz pierwszy pełniącego w zintegrowanym systemie dowodzenia państw NATO. Od chwili wejścia naszych sił zbrojnych do NATO, CSD stało się ważnym elementem systemu dowodzenia lotnictwem oraz obroną powietrzną zarówno w systemie narodowym, jak i w NATO w ramach Zintegrowanego Systemu Obrony Powietrznej (NATINADS). CSD jako jedna z pierwszych jednostek WP osiągnęła pełną integrację działania z sojusznikami z NATO.
CSD w ostatniej dekadzie swego istnienia było newralgicznym podmiotem systemu dowodzenia lotnictwem oraz obroną powietrzną zarówno w systemie narodowym, jak i w NATO. Sprawowało nadzór nad przestrzenią Rzeczypospolitej Polskiej było odpowiedzialne za zobrazowanie sytuacji powietrznej oraz wymianę informacji o tej sytuacji z sąsiednimi, sojuszniczymi stanowiskami dowodzenia. Poczyniono starania do sprzężenia z systemem wczesnego wykrywania i ostrzegania AWACS.
Na podstawie decyzji Ministra Obrony Narodowej z dnia 10 maja 2001, Centralne Stanowisko Dowodzenia zostało rozformowane.
Od stycznia 2002, nie ma już Centralnego Stanowiska Dowodzenia. Po 50-letniej służbie na straży powietrznych granic Rzeczypospolitej, odeszło do historii, a wraz z nim epoka mechanicznych systemów dowodzenia. Jego miejsce w obiekcie w Pyrach zajęło i pełnienie dyżurów kontynuuje Centrum Operacji Powietrznych, które przejęło i kultywuje dziedziczenie tradycji Centralnego Stanowiska Dowodzenia.

### Powstanie COP
W 1948 powołano do życia Grupę Organizacyjno-Przygotowawczą Dowództwa Obrony Przeciwlotniczej. Przez trzy kolejne lata opracowano podstawowe zasady organizacyjne systemu obrony powietrznej kraju. W 1951 przemianowano i przeformowano Grupę na Dowództwo Wojsk Obrony Przeciwlotniczej. Zaczęto tworzyć cały system obrony na terytorium kraju. Specjalnie na ten cel utworzony plan dwuletni zakładał założenie korpusu artylerii, zwiększenie ilości samodzielnych pułków artylerii przeciwlotniczej oraz powstanie pododdziałów obserwacyjno-meldunkowych (wraz z Głównym Posterunkiem Obserwacyjno-Meldunkowym w podwarszawskich Pyrach).
W lipcu 1951 Minister Obrony Narodowej wydał rozkaz o przemianowaniu Dowództwa Wojsk Obrony Przeciwlotniczej na Dowództwo Wojsk Obrony Przeciwlotniczej Kraju.
W latach 1951–1952 na terenie obiektu zajmowanego przez jednostkę wybudowano koszary i niedaleko od nich bloki mieszkalne dla kadry i rodzin. Pod koniec 1952 wybudowano obiekt Radiowego Centrum Nadawczego.
Już w 1952 podporządkowano pod względem operacyjnym Dowódcy Wojsk Obrony Przeciwlotniczej Obszaru Kraju lotnictwo myśliwskie.
W kolejnych latach następowały poważne zmiany w strukturach Ludowego Wojska Polskiego. Jednostki zmieniały swe etaty i struktury. Wiele jednostek zmieniało swe podporządkowanie, wyposażenie i podporządkowanie.
Rok 1954 przyniósł połączenie Dowództwa Wojsk Lotniczych i Dowództwa Obrony Przeciwlotniczej Obszaru Kraju oraz powstanie Dowództwa Wojsk Lotniczych i Obrony Przeciwlotniczej Obszaru Kraju. Następstwem tej reorganizacji było wydanie przez Ministra Obrony narodowej rozkazu nr 014/Org. z dnia 24 lutego 1954 oraz późniejszy rozkaz Dowódcy Warszawskiego Okręgu Wojskowego nr 09/Org. z dnia 20 marca 1954, w wyniku których rozformowaniu uległ Węzeł Łączności (do 1 maja) oraz utworzono Grupę Organizacyjną odpowiedzialną za utworzenie Centralnego Stanowiska Dowodzenia (CSD). Przez miesiąc (do 10 czerwca) utworzono nową jednostkę. Miała ona następującą strukturę:
- Dowództwo CSD
  - Główne Stanowisko Dowodzenia Lotnictwem Myśliwskim
  - Główne Stanowisko Dowodzenia Artylerii Przeciwlotniczej
  - Główny Posterunek Obserwacyjno-Meldunkowy
  - Sekcja Ruchu Lotniczego
  - Sekcja Meteorologiczna
  - Komenda Ochrony i Obsługi
    - pluton planszecistów
    - pluton ochrony
    - drużyna samochodowa
    - kancelaria tajna
    - kancelaria jawna
    - dyżurni łączności

Zadaniem CSD było dowodzenie operacyjne podległymi jednostkami oraz siłami i środkami OPL.
Zmiany organizacyjne w wojsku postępowały bardzo szybko. Już w 1956 włączono w struktury CSD: Wydział Przelotów Dowództwa Wojsk Lotniczych i OPL OK (w miejsce Sekcji Ruchu Lotniczego).
W 1957 wydzielono z CSD Grupę Dowodzenia (przemianowaną później w Grupę Bojową) rozformowując Główne Stanowisko Dowodzenia Lotnictwa Myśliwskiego oraz Główne Stanowisko Dowodzenia Artylerii Przeciwlotniczej. Od tej pory Grupą Bojową kierował Dyżurny Operacyjny – Zastępca Szefa Sztabu WOPK (później WLOP). Zmiana Bojowa Grupy Dowodzenia nadzorowała i kontrolowała polską przestrzeń powietrzną.
Następujące po sobie zmiany (w 1957 powstanie: 1, 2 i 3 Korpusu Obrony Powietrznej, wydzielenie z 3 Korpusu Lotnictwa Mieszanego Dowództwa Lotnictwa Operacyjnego) zmieniło zadania CSD.
Poważne zmiany w strukturze etatu wprowadzono w 1978. Rozszerzono zadania jednostki oraz ustalono główne elementy struktury organizacyjnej, które (prawie) w niezmienionym stanie przetrwały do końca istnienia CSD.
W 1991 dokonano kolejnych poprawek w etacie jednostki. Utworzono Szkolny Ośrodek Dowodzenia oraz Wydział Operacyjny. Te zmiany etatowe poniosły za sobą zmniejszenie ilości kadry; głównie w Grupie Powiadamiania oraz Węźle Łączności.
Rozkazem Dowódcy Wojsk Lotniczych i Obrony Powietrznej nr PF-90 z dnia 11 lipca 2001 rozformowano CSD z dniem 31 grudnia 2001. Na podstawie tego rozkazu z dniem 1 stycznia 2002 utworzono COP.
W 2013 rozszerzono kompetencje COP, a nazwę uzupełniono o drugi człon – Dowództwo Komponentu Powietrznego (COP-DKP).

## Zadania COP
Centrum Operacji Powietrznych - Dowództwo Komponentu Powietrznego jest dowództwem szczebla taktycznego, który dowodzi, kontroluje oraz koordynuje z innymi komponentami realizację operacji powietrznych. Jest organem planistycznym w zakresie użycia podległych i przydzielonych sił. Ponadto w układzie sojuszniczym odpowiada za tworzenie i dystrybucję informacji o sytuacji w przestrzeni powietrznej, nadzór nad siłami pełniącymi dyżur w systemie Obrony Powietrznej NATO. Realizuje też zadania w ramach Zintegrowanego Systemu Rozpoznania SZ RP oraz Systemu Bojowego Poszukiwania i Ratownictwa.
Centrum Operacji Powietrznych dowodzi operacyjnie podległymi jednostkami oraz siłami i środkami OPL. W przypadkach sytuacji opisanych w RENEGADE to właśnie w COP podejmowane są decyzje (w tym ostateczna) dotyczące postępowania ze statkiem powietrznym naruszającym polską przestrzeń powietrzną.

## Tradycje
COP przejęło tradycje swych poprzedników.
CSD otrzymało 8 czerwca 1995 sztandar, którego rodzicami chrzestnymi zostali: córka Marszałka Józefa Piłsudskiego, por. pilot Jadwiga Piłsudska i gen. broni pilot Roman Paszkowski.
Decyzją Nr 141/MON Ministra Obrony Narodowej z 3 czerwca 2002 ustalono, że Centrum Operacji Powietrznych w Warszawie:
- przejmuje sztandar Centralnego Stanowiska Dowodzenia Dowódcy Wojsk Lotniczych i Obrony Powietrznej;
- przejmuje i z honorem kontynuuje tradycje Centralnego Stanowiska Dowodzenia Dowódcy Wojsk Lotniczych i Obrony Powietrznej (1954-2002);
- obchodzi doroczne święto w dniu 10 czerwca[1].

Decyzją Nr 580/MON Ministra Obrony Narodowej z 31 grudnia 2008 wprowadzono odznakę pamiątkową COP.
Decyzją Nr 177/MON Ministra Obrony Narodowej z 7 maja 2014 wprowadzono odznakę pamiątkową COP-DKP.
Decyzją Nr 185/MON Ministra Obrony Narodowej z dnia 12 maja 2014 ustalono, że Centrum Operacji Powietrznych – Dowództwo Komponentu Powietrznego w Warszawie:
- przejmuje sztandar Centrum Operacji Powietrznych;
- przejmuje i z honorem kontynuuje tradycje Centralnego Stanowiska Dowodzenia Dowódcy Wojsk Lotniczych i Obrony Powietrznej (1954-2002) oraz Centrum Operacji Powietrznych (2002-2013);
- obchodzi doroczne święto w dniu 10 czerwca[7].

Decyzją Nr 113/MON Ministra Obrony Narodowej z 2 kwietnia 2015 wprowadzono oznaki rozpoznawcze COP-DKP.

Insygnia
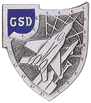
Odznaka CSD.
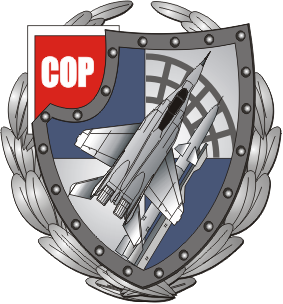
Odznaka pamiątkowa COP (wzór 2008)
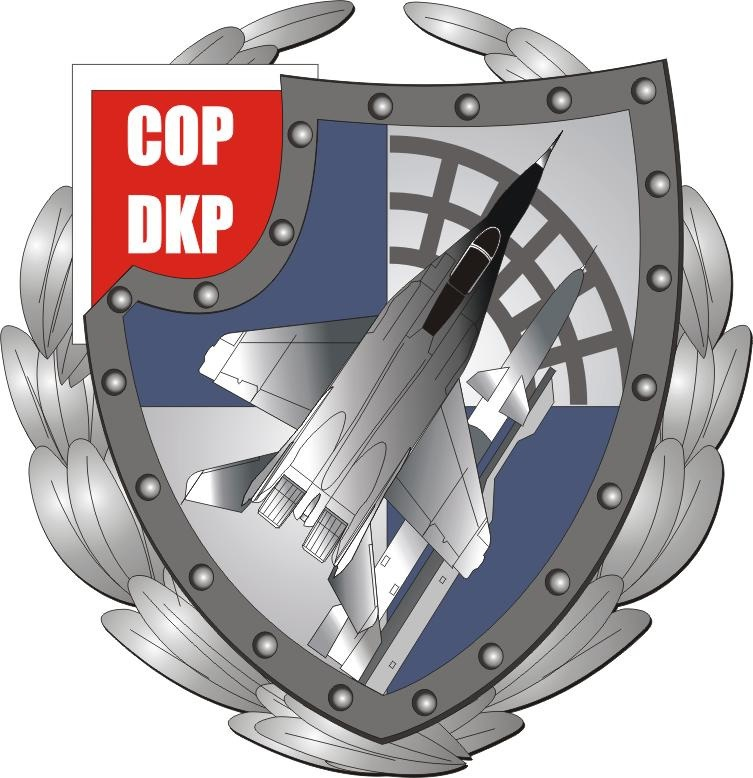
Odznaka pamiątkowa COP-DKP (wzór 2014)
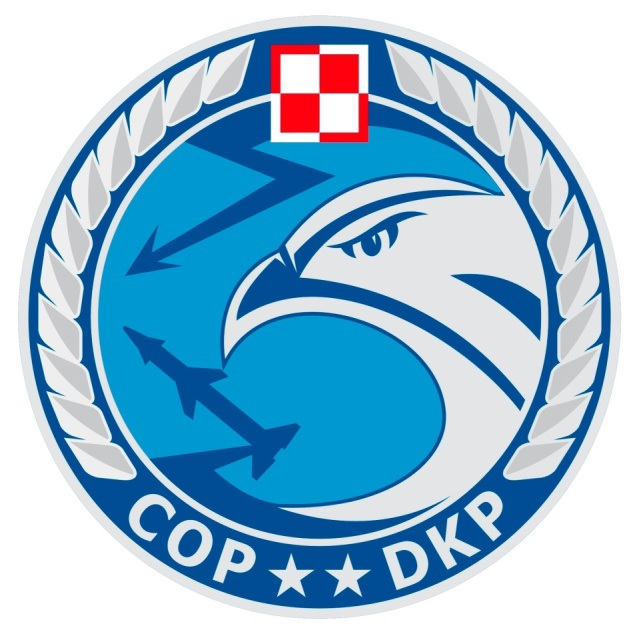
Oznaka rozpoznawcza na mundur wyjściowy
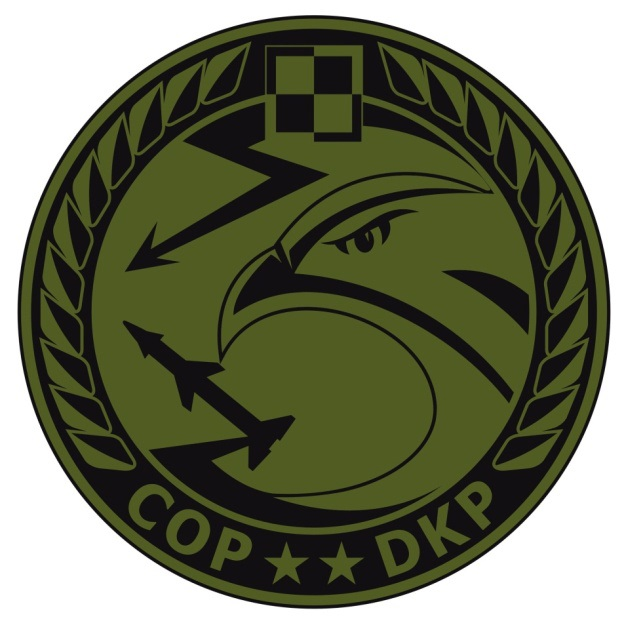
Oznaka rozpoznawcza na mundur polowy

## Struktura COP
- Dowódca COP
  - Zastępca Dowódcy COP
  - Szef Operacji Powietrznych
    - Sekretariat Dowódcy COP
    - Pełnomocnik Dowódcy COP ds. Ochrony Informacji Niejawnych
      - Kancelaria Tajna
      - Kancelaria Jawna
      - Powielarnia

    - Szef Sztabu COP
      - Zastępca Szefa Sztabu COP
        - Wydział Personalny
        - Wydział Operacyjny
        - Wydział Systemów Łączności i Informatyki
        - Wydział Wsparcia Dowodzenia
          - Kancelaria Kryptograficzna

    - Szef Pionu Działań Bieżących
      - Starszy Dyżurny Operacyjny
        - Ośrodek Zobrazowania i Nadzoru Przestrzeni Powietrznej
        - Ośrodek Koordynacji Poszukiwań i Ratownictwa Lotniczego
        - Ośrodek Analizy Skażeń

    - Szef Pionu Planowania Operacji
      - Zastępca Szefa Pionu Planowania Operacji
        - Wydział Planowania Dowodzenia
        - Wydział Planowania Działań Ofensywnych
        - Wydział Planowania Działań Defensywnych
        - Wydział Planowania Wsparcia
        - Wydział Ćwiczeń i Szkolenia
        - Wydział Analiz
        - Wydział Rozpoznania
        - Grupa Współdziałania – zlikwidowana
        - Wydział Zarządzania Transmisją Danych

### Jednostki podległe
- od 2001:
  - 21 Ośrodek Dowodzenia i Naprowadzania w Warszawie – rozformowany 31 grudnia 2010
- od 2002:
  - 22 Ośrodek Dowodzenia i Naprowadzania w Bydgoszczy
  - 1 Centrum Koordynacji Operacji Powietrznych w Bydgoszczy – w 2005 przeniesione do Gdyni
  - 2 Centrum Koordynacji Operacji Powietrznych w Krakowie
  - 4 Centrum Koordynacji Operacji Powietrznych w Szczecinie
- od 2003:
  - 31 Ośrodek Dowodzenia i Naprowadzania w Poznaniu – rozformowany 31 grudnia 2010
  - 32 Ośrodek Dowodzenia i Naprowadzania w Krakowie
- 2006–2008:
  - Szefostwo Służby Ruchu Lotniczego w Warszawie od 2007 zmiana nazwy na Szefostwo Służby Ruchu Lotniczego Sił Zbrojnych RP[9]

Struktura na dzień 1 stycznia 2011:
- Mobilna Jednostka Dowodzenia Operacjami Powietrznymi – Poznań-Babki
- 22 Ośrodek Dowodzenia i Naprowadzania – Bydgoszcz
- 32 Ośrodek Dowodzenia i Naprowadzania – Kraków
- 1 Centrum Koordynacji Operacji Powietrznych – Gdynia
- 2 Centrum Koordynacji Operacji Powietrznych – Kraków
- 4 Centrum Koordynacji Operacji Powietrznych – Szczecin

## Wyposażenie
- zautomatyzowany system dowodzenia AŁMAZ
- zautomatyzowany system dowodzenia Widłak
- zautomatyzowany system dowodzenia ASOC

## Dowódcy
| Dowódcy CSD                                     |                             |                       |
| 24 lutego 1954 – 30 września 1957               | płk                         | Henryk Aszkenazy      |
| 1 października 1957 – 10 stycznia 1959          | płk                         | Roman Paszkowski      |
| 11 stycznia 1959 – 28 maja 1959                 | cz.p.o. ppłk                | Czesław Marczewski    |
| 29 maja 1959 – 10 maja 1963                     | płk                         | Henryk Aszkenazy      |
| 10 maja 1963 – 31 stycznia 1977                 | płk                         | Marian Haniewski      |
| 1 lutego 1977 – 15 marca 1991                   | płk dypl. nawig.            | Jan Krawczyk          |
| 15 marca 1991–2001                              | płk dr inż.                 | Andrzej Gieroczyński  |
| Dowódca COP                                     |                             |                       |
| 9 lutego 2002 – 15 stycznia 2004                | płk dr pil.                 | Tadeusz Pieciukiewicz |
| Dowódcy COP – Zastępcy Dowódcy Sił Powietrznych |                             |                       |
| październik 2003 – luty 2004                    | gen. dyw. pil.              | Lech Majewski         |
| marzec 2004 – 2 kwietnia 2005                   | gen. dyw. pil.              | Stanisław Targosz     |
| 3 kwietnia 2005                                 |                             | vacat                 |
| 4 kwietnia 2005 – 31 lipca 2005                 | cz.p.o. płk dypl. nawig.    | Zbigniew Galec        |
| 1 sierpnia 2005 – 3 sierpnia 2007               | gen. broni pil.             | Lech Majewski         |
| 3 sierpnia 2007 – 14 sierpnia 2007              | gen. dyw. pil.              | Sławomir Dygnatowski  |
| Dowódcy COP                                     |                             |                       |
| 15 sierpnia 2007 – luty 2008                    | gen. dyw. pil.              | Sławomir Dygnatowski  |
| luty 2008 – 16 lutego 2009                      | cz.p.o. gen. bryg. nawig.   | Zbigniew Galec        |
| 16 lutego 2009 – 30 września 2010               | gen. bryg./gen. dyw. nawig. | Zbigniew Galec        |
| 1 października 2010 – 31 grudnia 2013           | gen. bryg./gen. dyw. pil.   | Jan Śliwka            |
| 1 stycznia 2014 – 11 grudnia 2016               | gen. bryg./gen. dyw. pil    | Włodzimierz Usarek    |
| 12 grudnia 2016 – 3 lutego 2020                 | gen. bryg./gen. dyw. pil.   | Dariusz Malinowski    |
| od 3 lutego 2020                                | gen. bryg./gen. dyw. pil.   | Ireneusz Starzyński   |

## Pozostałe informacje
- Obiekt, w którym znajduje się obecnie COP (a wcześniej CSD) wybudowano w latach 30. XX wieku na potrzeby Sztabu Głównego Wojska Polskiego.
- W obiekcie tym rozpoczął swe prace badawcze zespół oznaczony kryptonimem Wicher, w skład którego wchodzili: Marian Rejewski, Jerzy Różycki oraz Henryk Zygalski – twórcy rozszyfrowania zasady działania Enigmy.